# Ученики Исы

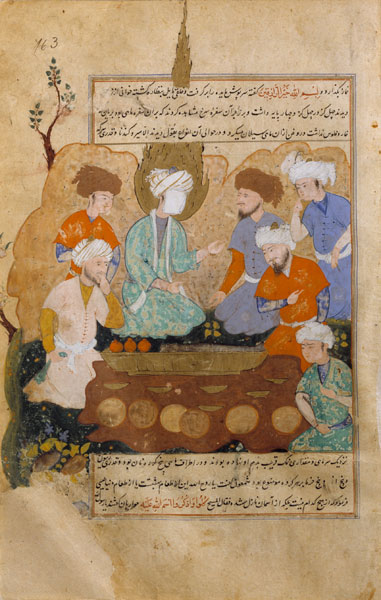
Ниспосланная трапеза, пророку Исе и его ученикам.

Кораническое повествование учеников (араб. الحواريون‎, al-awāriyyūn) Исы (или Иисуса) не включает их имена, количество или иные подробные отчёты об их жизни.
Исламские тафсиры, однако, немного согласуются со списком Нового Завета; также утверждается, что среди учеников были Петр, Филипп, Фома, Варфоломей, Матфей, Андрей, Иаков, Иуда, Иоанн и Симон Кананит. Учёные в основном проводят параллель между учениками Исы и сподвижниками Мухаммеда.

## Упоминание в исламе

### В Коране
Аллах вдохновил учеников поверить в Ису:

Я внушил апостолам: «Уверуйте в Меня и Моего посланника». Они сказали: «Мы уверовали! Засвидетельствуй же, что мы стали мусульманами».— Сура Аль-Маида, 111-й аят.
Ученики Исы являются «помощниками Аллаха»:

О те, которые уверовали! Будьте помощниками Аллаха. Иса, сын Марьям, сказал апостолам: «Кто будет моим помощником на пути к Аллаху?». Апостолы ответили: «Мы — помощники Аллаха». Часть сынов Исраила уверовала, а другая часть не уверовала. Мы поддержали тех, которые уверовали, в борьбе с их врагами, и они вышли победителями.— Cура Ас-Сафф, 14-й аят.
Аллах ниспослал трапезу для учеников:

Аллах ответил: «Я ниспошлю ее вам, но если кто-либо после этого не уверует, то Я подвергну его таким мучениям, которым Я не подвергал никого из миров».— Cура Аль-Маида, 115-й аят.

### В хадисах
Хадис (повествования, со слов Мухаммеда), собранный Муслимом, который косвенно подчёркивают учеников Исы:

Абдулла бин Масуд передал, что посланник Аллаха сказал:
среди пророков никогда не было ни одного, у кого не было бы учеников, которые следовали бы его указаниям и следовали его путями.— Сахих Муслим

## «Павел посланник Аллаха»
Несмотря на отсутствие прямого коранического упоминания Павла, он неоднократно назван в тафсирах и хадисах посланником и последователем.
Известный богослов ат-Табари называет его лишь последователем, который был с посланником Петром.
Однако другие исламские богословы дают более расширенный ответ; так, аль-Куртуби в тафсире суры Ас-Сафф, упоминает Петра и Павла, которые отправились проповедовать в Рим. Ибн Касир приводит хадис, где Аллах отправил троих посланников в Антиохию. Аналогичную историю приводит Ас-Суюти; Аллах «укрепил» Иоанна и Петра, третьим посланником, Павлом. Позже все трое были убиты за свою веру.